# Matthias Castrén
Matthias Alexander Castrén (Tervola, Lapònia finlandesa, 2 de desembre de 1813 - 7 de maig de 1853) fou un filòleg finlandès, especialista en llengües uralianes. Era fill d'un pastor protestant de Rovaniemi i el 1828 estudià grec i hebreu a la Universitat de Hèlsinki, però aviat s'interessà per la mitologia dels pobles ugrofinesos.
El 1828 es va unir a una expedició mèdica a Lapònia, però més tard viatjà per Carèlia i els Urals, on va recollir costums i va elaborar gramàtiques per als maris i komis, mercès a les quals es desenvoluparien les literatures komi i mari. Va publicar l'edició sueca del clàssic d'Elias Lönnrot, el Kalevala.
Un cop es va recuperar d'una malaltia, va viatjar a Sibèria per encàrrec de l'Acadèmia Russa de Ciències, on va estudiar els costums i idiomes de khantis i mansis. Quan va tornar el 1851 fou nomenat catedràtic de llengua finesa a la Universitat de Hèlsinki, però va morir al cap de poc temps sense poder acabar una gramàtica de la llengua nenets que estava preparant.

## Obres
- Elementa grammaticae syrjaenae (1844)
- Elementa grammatices Tscheremissae (1844)
- Versuch einer ostjatischen Sprachlehre (1849)
- De affixis personalibus linguarum Altaicarum (1850)
- Grammatik der samojedischen Sprachen (1854)
- Wörterverzeichnis aus den samojedischen Sprachen (1855)